# Swietłana Gonczarienko
Swietłana Walentinowna Gonczarienko (ros. Светлана Валентиновна Гончаренко ur. 28 maja 1971 w Rostowie nad Donem) – rosyjska sprinterka startująca na dystansach sprinterskich od 60 metrów na 400 metrach kończąc.
Największe sukcesy osiągała jednak na najdłuższym z tych dystansów. Wielokrotna medalistka mistrzostw świata, Europy, a także igrzysk olimpijskich na tym dystansie, oraz w sztafecie. Poza brązowym medalem olimpijskim wywalczonym w Sydney w 2000 roku, startowała też na igrzyskach w Atlancie, podczas których między innymi zajęła 5. miejsce w finale sztafety 4 × 400 m.
Zakończyła karierę sportową w 2004 roku.

## Rekordy życiowe
- bieg na 100 metrów – 11,13 (1998)
- bieg na 200 metrów – 22,46 (1998)
- bieg na 400 metrów – 50,23 (2000)